# Hrob Karola Jettinga
Hrob Karola Jettinga je národní kulturní památka SR nacházející se v bratislavské městské části Staré Mesto na Ulici 29. srpna na Ondřejském hřbitově. Za národní kulturní památku byl vyhlášen 23. října 1963.
Náhrobek nechala postavit v roce 1844 městská rada na památku významného bratislavského dobrodruha Karola Jettinga (1730–1790), který je díky svým dobrodružstvím známý jako Bratislavský Robinson. Náhrobek je postaven v neogotickém stylu. Nachází se na něm výrazný reliéf, který zobrazuje trojstěžňovou plachetnici na rozbouřeném moři.
Ve spodní části pomníku se nachází německý nápis:
Zur Erinnerung an den in diesem Friedhof ruhenden Karl Jetting, den Pressburger Robinson.

Což v překladu znamená „Na vzpomínku na tomto hřbitově odpočívajícího Karla Jettinga, bratislavského Robinsona“.